# Рукулицы
Руку́лицы — деревня в Бегуницком сельском поселении Волосовского района Ленинградской области.

## История
Впервые упоминается в Писцовой книге Водской пятины 1500 года в Ильинском Заможском погосте в Бегуницах как сельцо Рыкулици.
Затем как деревня Rikulitza by в Заможском погосте в шведских «Писцовых книгах Ижорской земли» 1618—1623 годов.
На карте Ингерманландии А. И. Бергенгейма, составленной по шведским материалам 1676 года, обозначена деревня Rukowits.
На шведской «Генеральной карте провинции Ингерманландии» 1704 года — деревня Ruokolitsbÿ.
Как деревня Руховицы она обозначена на «Географическом чертеже Ижорской земли» Адриана Шонбека 1705 года.
Как деревня Рукуниц — на карте Ингерманландии А. Ростовцева 1727 года.
На карте Санкт-Петербургской губернии Я. Ф. Шмидта 1770 года — как деревня Рыпулицы.
Деревня Ракулицы, состоящая из 32 крестьянских дворов, она обозначена на карте Санкт-Петербургской губернии Ф. Ф. Шуберта 1834 года.

РАКУЛИЦЫ — деревня принадлежит статскому советнику Пефту, число жителей по ревизии: 52 м. п., 56 ж. п. (1838 год)

Деревня Ракулицы из 32 дворов обозначена на карте Ф. Ф. Шуберта 1844 года.
В пояснительном тексте к этнографической карте Санкт-Петербургской губернии П. И. Кёппена 1849 года она записана как деревня Rukolitz oder Rukkolitz (Рукулицы) и указано количество её жителей на 1848 год: ижоры —  37 м. п., 47 ж. п., всего 84 человека, а также 9 человек эвремейсов. Ижоры относились к православному Бегуницкому Михайловскому приходу, эвремейсы — к лютеранскому приходу Каприо.
Согласно 9-й ревизии 1850 года деревня Ракулицы принадлежала помещице Анне Николаевне Дубельт.

РАКУЛИЦЫ — деревня полковника Дубельта, по просёлочной дороге, число дворов — 15, число душ — 34 м. п. (1856 год)

Согласно 10-й ревизии 1856 года деревня называлась Ракулицы и принадлежала помещику Николаю Леонтьевичу Дубельту.

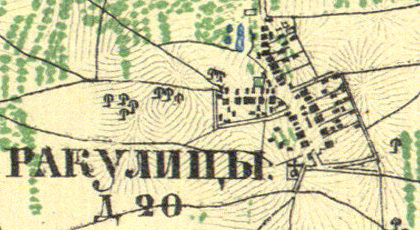
План деревни Рукулицы. 1860 год

Согласно «Топографической карте частей Санкт-Петербургской и Выборгской губерний» 1860 года деревня называлась Ракулицы и состояла из 20 крестьянских дворов. На южной окраине деревни находилась церковь.

РАКУЛИЦЫ — деревня владельческая при пруде, по правую сторону Нарвского шоссе, в 55 верстах от Петергофа, число дворов — 24, число жителей: 40 м. п., 46 ж. п. (1862 год)

В 1873—1874 годах временнообязанные крестьяне деревни выкупили свои земельные наделы у Н. А. Дубельт и стали собственниками земли.
В конце XIX — начале XX века деревня административно относилась к Бегуницкой волости 2-го стана Петергофского уезда Санкт-Петербургской губернии.
По данным «Памятной книжки Санкт-Петербургской губернии» за 1905 год 250 десятин земли в посёлке Власово принадлежали «Обществу крестьян деревни Рукулицы».
С 1917 по 1922 год деревня Рукулицы входила в состав Рукулицкого сельсовета Бегуницкой волости Петергофского уезда.
С 1922 года в составе Местановского сельсовета.
С 1923 года в составе Гатчинского уезда.
Согласно данным переписи населения СССР 1926 года в деревне Рукулицы Местановского сельсовета Бегуницкой волости Троцкого уезда проживали 156 человек, большинство русские, а также финны и китайцы.
С 1927 года в составе Волосовского района.
В 1928 году население деревни Рукулицы также составляло 156 человек.
По данным 1933 года деревня Рукулицы входила в состав Местановского сельсовета Волосовского района.

План деревни Рукулицы. 1938 год

Согласно топографической карте 1938 года деревня насчитывала 28 дворов, на южной окраине деревни находилась школа.
C 1 августа 1941 года по 31 декабря 1943 года деревня находилась в оккупации.
С 1963 года в составе Кингисеппского района.
С 1965 года вновь в составе Волосовского района. В 1965 году население деревни Рукулицы составляло 65 человек.
По данным 1966 года деревня Рукулицы также находилась в составе Местановского сельсовета.
По административным данным 1973 и 1990 годов деревня Рукулицы входила в состав Бегуницкого сельсовета.
В 1997 году в деревне Рукулицы проживали 9 человек, в 2002 году — 16 человек (русские — 94 %), в 2007 году — 4.

## География
Деревня расположена в северной части района к западу от автодороги 41К-014 (Волосово — Керново).
Расстояние до административного центра поселения — 8 км.
Расстояние до ближайшей железнодорожной станции Волосово — 36 км.

## Демография
| 1862 | 2002 | 2007 | 2010 | 2017 |
| ---- | ---- | ---- | ---- | ---- |
| 86   | ↘16  | ↘4   | ↗7   | →7   |

### Национальный состав
Согласно данным Всероссийской переписи населения 2021 года в деревне проживали 19 человек, из них:
 русские — 13, таджики — 5, узбеки — 1 человек.